# Mimardaris
Mimardaris là một chi bướm ngày thuộc họ Bướm nâu.